# Consell Nacional de Defensa
El Consell Nacional de Defensa va ser un organisme que va assumir el paper de govern provisional en el que quedava de la  República Espanyola després del cop militar protagonitzat pel coronel Casado contra el Govern de Negrín. Mitjançant aquest cop, que va tenir lloc a Madrid, el 5 de març de 1939, es va pretendre posar fi a la guerra civil mitjançant un acord, entre militars, que limités les anunciades represàlies dels vencedors i evitar l'intent comunista de perllongar el conflicte fins a enllaçar-lo amb la immediata conflagració europea; única possibilitat de pervivència del ja derrotat govern republicà.
L'origen del cop està en el 28 de febrer d'aquest any, després de difondre's la notícia del reconeixement de Franco per Gran Bretanya i França, Manuel Azaña, des de París, dimiteix de la presidència de la República. Azaña també s'havia negat prèviament a respondre a les peticions de Juan Negrín perquè tornés al seu lloc fins a aquesta dimissió. Amb aquesta actitud, va quedar palesa la falta d'autoritat formal de Negrin, el que va motivar que militars, republicans, socialistes i anarquistes, amb l'expressa exclusió de comunistes, propiciessin un govern substitut, sense ja més fi que el d'intentar negociar una pau amb les forces de Franco. La presidència li va ser oferta a Julián Besteiro, el personatge més popular dels membres, que no va acceptar al considerar que hauria de presidir-la un militar, a causa de les circumstàncies esmentades, encara que va acceptar una conselleria de les 8 que componien el Consell, i quedant la presidència en mans del General Miaja. El Consell es va constituir amb els següents membres: 
| Presidència        | José Miaja Menant                                |
| Estat              | Julián Besteiro, (PSOE)                          |
| Governació         | Wenceslao Carrillo, (PSOE)                       |
| Defensa            | Segismundo Casado                                |
| Hisenda            | José Manuel González Marín, (CNT)                |
| Treball            | Antonio Pérez, (UGT)                             |
| Justícia           | Miguel San Andrés Castro (Izquierda Republicana) |
| Instrucció Pública | José del Río (Unió Republicana)                  |
| Comunicacions      | Eduardo Val (CNT)                                |